# Elecciones parlamentarias de Portugal de 1922
Se celebraron elecciones parlamentarias en Portugal el 29 de enero de 1922.
El Partido Democrático emergió como el más representado en el Parlamento, consiguiendo 74 de los 163 escaños de la Cámara de Diputados y 37 de los 68 escaños en el Senado.
Tras las elecciones, el candidato independiente Francisco da Cunha Leal fue escogido para liderar un gobierno apoyado por el Partido Democrático.

## Resultados
| Partido Democrático                               |         |      | 74  | +20 |         |      | 37 | +15 | [ 2 ] [ 3 ] |
| Partido Republicano Liberal                       |         |      | 34  | -42 |         |      | 10 | -22 | [ 2 ] [ 3 ] |
| Partido Republicano de la Reconstrucción Nacional |         |      | 17  | +5  |         |      | 10 | +3  | [ 2 ] [ 3 ] |
| Partido Monárquico                                |         |      | 10  | +6  |         |      | 3  | +3  | [ 2 ] [ 3 ] |
| Centro Católico Portugués                         |         |      | 5   | +2  |         |      | 3  | 0   | [ 2 ] [ 3 ] |
| Partido Regionalista                              |         |      | 2   | 0   |         |      | 0  | 0   | [ 2 ] [ 3 ] |
| Partido Socialista Portugués                      |         |      | 0   | 0   |         |      | 0  | 0   | [ 2 ] [ 3 ] |
| Otros partidos e independientes                   |         |      | 17  | +8  |         |      | 6  | -1  | [ 2 ] [ 3 ] |
| Total                                             | 380.000 | 100% | 163 | 0   | 380.000 | 100% | 69 | -2  | [ 2 ] [ 3 ] |
| Votantes registrados/participación                | 550.000 | 69%  | –   | –   | 550.000 | 69%  | –  | –   | [ 2 ] [ 3 ] |